# Soundtrack 1
Soundtrack #1 (koreanischer Originaltitel: 사운드트랙 #1; RR: Sa-un-deu-teu-raek #1) ist eine südkoreanische Miniserie, die von Red Nine Pictures und XANADU Entertainment für die Walt Disney Company umgesetzt wurde. In Südkorea fand die Premiere der Miniserie am 23. März 2022 als Original durch Disney+ via Star statt. Im deutschsprachigen Raum erfolgte die Erstveröffentlichung der Miniserie am 19. Oktober 2022 durch Disney+ via Star.
Mit Soundtrack #2 erschien 2023 eine indirekte Fortsetzung der Miniserie, die jedoch einer komplett anderen Handlung folgt.

## Handlung
Die Texterin Lee Eun-soo wurde gebeten einen Songtext für eine bekannte Größe in der Branche zu schreiben. In dem Lied soll es um die „heimliche, unerfüllte Liebe“ gehen. Ihren Texten fehlte es jedoch an Emotionen und Empathie. Eines Tages erfährt Eun-soo, dass der Fotograf Han Sun-woo, mit welchem sie seit 19 Jahren gut befreundet ist, in jemanden insgeheim verliebt ist. Sie bittet Sun-woo unter Einfluss von Alkohol bei ihr einzuziehen und ihr beim Texten des Liedes zu helfen. Sun-woo stimmt zu und zieht bei Eun-soo vorübergehend ein. Beide lernen sich in dieser Zeit einander besser kennen, während sie an dem Songtext arbeiten. Und es gilt noch die eine oder andere Frage zu klären. Es beginnt sich eine von Musik untermalte Liebesgeschichte zu entwickeln, die zwischen Liebe und Freundschaft spielt.

## Besetzung und Synchronisation
Die deutschsprachige Synchronisation entstand nach den Dialogbüchern von Stefan Evertz und Saskia Stephan sowie unter der Dialogregie von Sebastian Schulz durch die Synchronfirma Lavendelfilm in Potsdam.
| Rolle                  | Schauspieler   | Synchronsprecher  |
| ---------------------- | -------------- | ----------------- |
| Lee Eun-soo            | Han So-hee     | Daniela Molina    |
| Han Sun-woo            | Park Hyung-sik | Max Felder        |
| Kang Woo-il            | Kim Joo-hun    | Sebastian Schulz  |
| Gyeol-han              | Park Hoon      | Nils Nelleßen     |
| Ma-ri                  | Park Min-jung  | Sarah Alles       |
| Yoon Dong-hyun         | Yoon Byung-hee | Florian Clyde     |
| Mutter von Lee Eun-soo | Lee Jung-eun   | Claudia Kleiber   |
| Kim Seo-yeon           | Yoon Seo-ah    | Jenny Maria Meyer |
| Jay Jun                | Seo In-guk     | Dennis Sandmann   |
| Direktorin             | Nam Sang-ran   | Anja Dower        |

## Episodenliste
| Nr. | Deutscher Titel    | Originaltitel                           | Erstveröffentlichung (Südkorea) | Deutschsprachige Erstveröffentlichung (D/A/CH) |
| --- | ------------------ | --------------------------------------- | ------------------------------- | ---------------------------------------------- |
| 1 | Unerfüllte Liebe   | 인형의 꿈                               | 23. März 2022                   | 19. Okt. 2022                                  |
| Han Sun-woo ist ein junger Fotograf, Lee Eun-soo ist Texterin. Die beiden sind seit 19 Jahren, seit ihrer Kindheit enge Freunde. Sie verbringen viel Zeit zusammen, gehen gerne im Restaurant von zwei guten Freunden essen. Eun-soo trinkt dabei recht viel Alkohol. Sun-woo bereitet seine Fotoausstellung vor, und Eun-soo will einen Auftrag als Texterin für einen Song ergattern. In dem Songtext soll es um die „heimliche, unerfüllte Liebe“ gehen. Jedoch hat Eun-soo damit keinerlei Erfahrung, denn sie hatte stets die Jungs bekommen, die sie wollte. Deshalb kennt sie sich mit Gefühlen wie Machtlosigkeit und Traurigkeit nicht besonders gut aus. Ihr Textvorschlag fällt bei dem Musik-Produzenten durch, er ist ihm zu plakativ und hat zu wenig Emotionen. Sun-woo hingegen kennt diese Gefühle sehr gut. Eun-soo vermutet zunächst, dass Sun-woo sich bei seinem Amerikaaufenthalt heimlich verliebt hat. Sie bohrt nach, aber er will mit Details nicht heraus rücken. Eun-soo konnte beim Produzenten eine Zwei-Wochen-Frist erbitten, um den Text zu überarbeiten. Sie bittet Sun-woo, bei ihr einzuziehen und ihr bei dem Texten zu helfen. Dies macht er auch. Zuerst bringt er ihre Wohnung auf Vordermann, dann bekocht er sie üppig, und dann schlafen beide auf dem Teppich nebeneinander ein.                                     |                    |                                         |                                 |                                                |
| 2 | Morgendämmerung    | 짝사랑                                  | 30. März 2022                   | 19. Okt. 2022                                  |
| Eun-soo und Sun-woo wachen nebeneinander auf und müssen am Frühstückstisch klären, dass ja alles nur rein freundschaftlich war. Doch der Umstand, in stetiger nähe seiner heimlichen Liebe zu sein und dabei seine Gefühle zu unterdrücken, löst in Sun-woo ein unerträgliches Leiden aus. Bei einem Gespräch über ihren neuen Liedtext wird klar, dass Eun-soo dieses Gefühl nicht kennt und sich nicht vorstellen kann, dass man diese Situation aushalten kann. So endet ihr Lied über die unerfüllte Liebe auch mit dem Verzicht. Ihr Produzent ist der Auffassung, wenn man in solch einen Fall die Entscheidung trifft, auf die Liebe zu verzichtet, dies als Liebesbeweis an die andere Person zu werten ist. Sein Bruder dagegen drängt auf eine klare Aussprache, auch damit Sun-woo wieder klar denken und für ihn arbeiten kann. Ein überraschender Besuch der Mutter, welcher erst für Aufregung sorgt, da man in Südkorea erst als Paar zusammenwohnen darf, endet damit, dass sie beide an ihre Zeit in Deju-do erinnert werden. Sun-woo gibt aber vor, die Fotos aus der Zeit gelöscht zu haben. Als Eun-soo durch Zufall diese doch noch auf seinem Computer entdeckt und gleichfalls bemerkt, dass ihr Fotoshooting aus der ersten Folge gar kein Auftrag war, schwant ihr, dass sie und nicht Jennifer die „unerfüllte“ Liebe von Sun-woo ist. |                    |                                         |                                 |                                                |
| 3 | Liebe und Abschied | 사랑한다는 말                           | 6. Apr. 2022                    | 19. Okt. 2022                                  |
| Nach der überraschenden Erkenntnis, dass sie selbst die unerwiderte Liebe von Sun-Woo ist, fragt Eun-soo ihn seit wann und wieso er diese Person so gerne hat. Sun-woo erfährt von Dong-hyeon, dass ihm die einmalige Chance geboten wird mit dem Starfotografen Benzema Lauren zusammenzuarbeiten. Allerdings muss er dafür eine mehrjährige Auslandstour unternehmen. Eun-soo erfährt derweil, dass alle in ihrem Umfeld bereits Bescheid wussten, dass Sun-woo sie mag, allerdings hat sie Angst ihn zu verletzen. Sun-woo nimmt sich vor, da er am nächsten Tag wegfahren muss, ihr seine Liebe zu gestehen. Er will mit ihr abends reden. Eun-soo möchte dies vermeiden, und hat außerdem ein Geschäftsessen an diesem Abend. An diesem Abend gesteht ihr auch Kang Woo-il, der Produzent, dass er sie gerne mag. Am nächsten Morgen hört Eun-soo von der einmaligen Gelegenheit für Sun-woo, jedoch auch dass er dafür länger weg muss. Sie begleitet Sun-woo bei der Abreise bis zum Bus. Dabei wird in einer Rückblende eine ähnliche Szenerie gezeigt, welche vor 8 Jahren stattgefunden hat, als Sun-woo seinen Militärdienst antreten musste. Eun-soo realisiert, dass auch sie an Sun-woo hängt. |                    |                                         |                                 |                                                |
| 4 | Das Wiedersehen    | 소녀같은 맘을 가진 그댈 생각하면 아파요 | 13. Apr. 2022                   | 19. Okt. 2022                                  |
| Sun-woo ist jetzt erstmal für einige Zeit weg, hält aber über Direktnachrichten den Kontakt mit Eun-soo. Ihr erster Songtext war so erfolgreich, dass Eun-soo die Möglichkeit bekommt, mit einem weitere bekannten Künstler zusammenzuarbeiten. Und so schreibt sie fleißig an ihrem nächsten Text. Der Produzent Woo-il gesteht Eun-soo, dass er gerne mit ihr zusammen sein würde. Doch sie kann solche Gefühle ihm gegenüber nicht erwidern. Da kommt Sun-woo überraschend für 10 Tage zu einem Kurzbesuch zurück, um seine neuen Fotos zu bearbeiten. Dabei lernt Eun-soo auch Kim Seo-yeon kennen, eine ehemalige Kommilitonin von Sun-woo, die ihm jetzt im Fotostudio aushilft. Seo-yeon scheint Sun-woo sehr zu mögen. Eun-soo registriert das mit Argwohn und merkt dadurch noch mehr, wie gerne sie Sun-woo hat. Bei einem Treffen im Restaurant des befreundeten Ehepaars gesteht Eun-Soo ihre Gefühle für Sun-woo. Die beiden finden zusammen. |                    |                                         |                                 |                                                |